# De La Rue (cràter)
De La Rue és el romanent d'un cràter d'impacte de la Lluna, o possiblement diversos cràters fusionats, formant el que sol anomenar una plana emmurallada. Es troba a la part nord-est de la cara visible de la Lluna, apareixent en escorç a causa de la seva ubicació. Aquesta formació es troba al nord-oest del prominent cràter Endymion, just més enllà de l'extrem oriental de la Mare Frigoris. El cràter Strabo envaeix part de la vora nord de De La Rue, i el més petit cràter Thales està unit a la part nord-oest de la paret. El cràter porta el nom de Warren De la Rue, qui va fer algunes de les primeres fotos de la Lluna

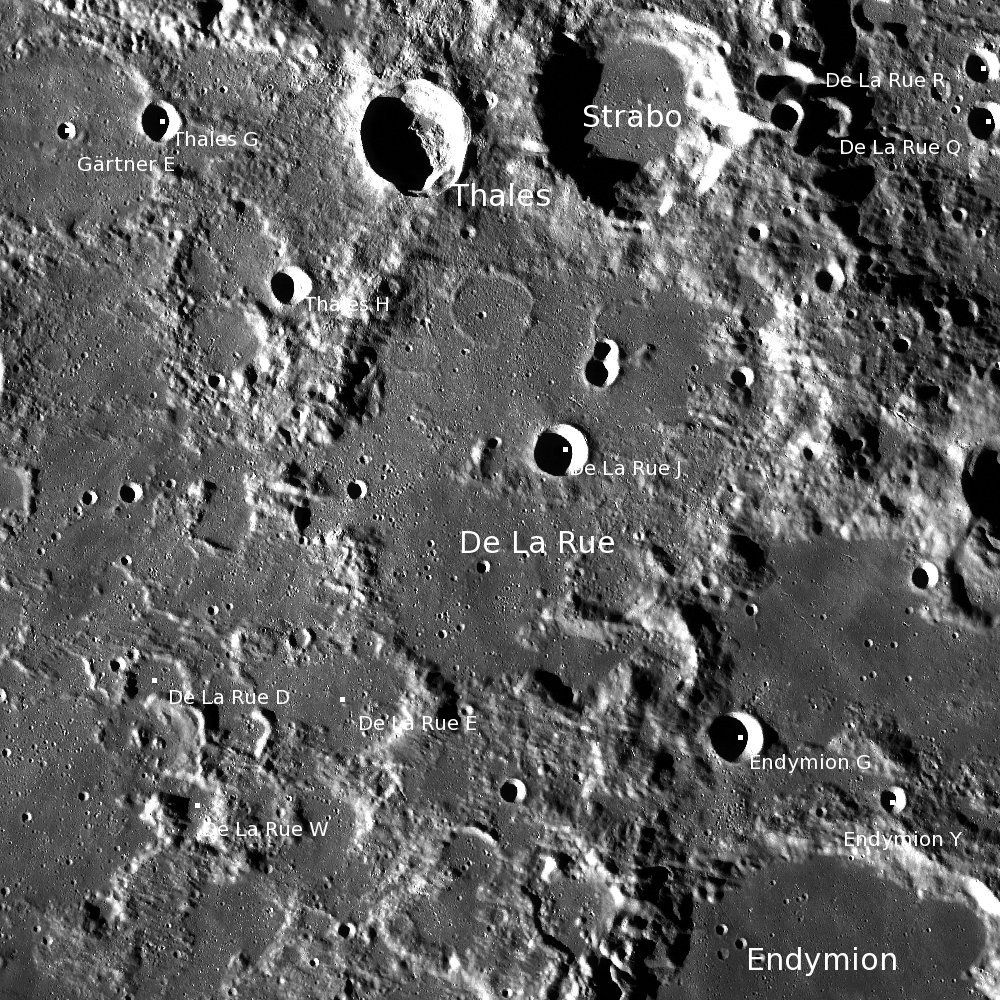
Localització de De La Rue (centre de la imatge)
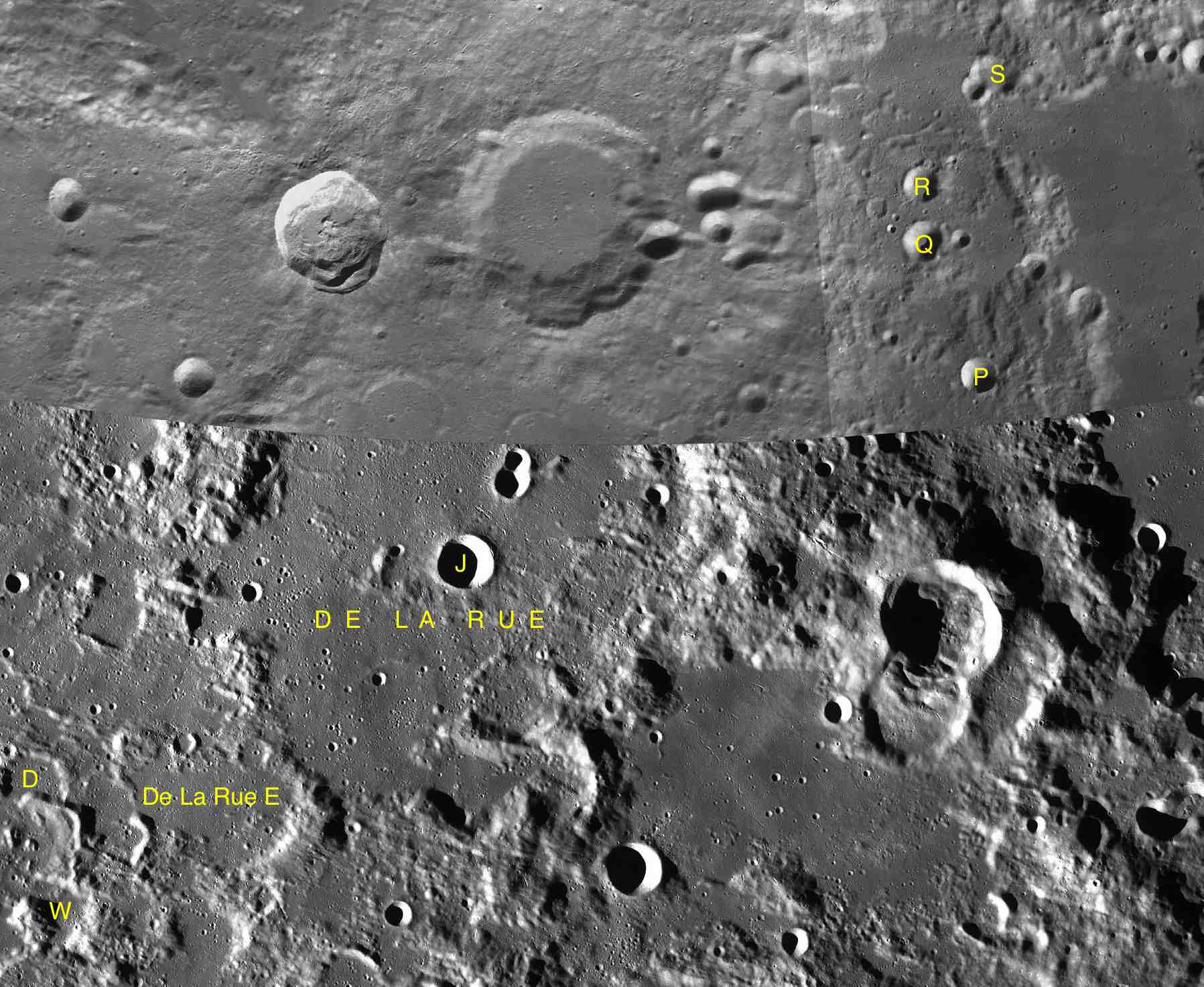
Cràters satèl·lit
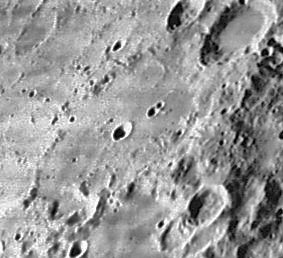
Fotografia de la missió Lunar Orbiter 4

El perímetre de De La Rue és una massa desintegrada de turons, terreny irregular, i osques de vells cràters. La vora és arrodonida generalment al llarg de la meitat nord-oest, mentre que una formació cap al sud-est envaeix el cràter, del que resulta una paret una mica rectilínia al llarg d'aquest flanc. El resultat global és un perímetre amb forma de pera. Hi ha restes de petits cràters al llarg de la vora sud-sud-est, amb diverses marques de cràters palimpsests que es troben al llarg del sòl interior del cràter al costat de la paret interior nord.
A prop del punt mitjà del sòl interior relativament pla hi ha el cràter satèl·lit amb forma de bol De La Rue J. Apareix una zona de sòl rugós unida a la vora meridional d'aquest cràter, i turons baixos a l'oest. La plataforma interior és més consistent al llarg del costat sud-est. El sòl restant està marcat per molts petits cràters, amb un parell d'impactes notables a la part nord-est de l'interior.

## Cràters satèl·lit
Per convenció aquests elements són identificats en els mapes lunars posant la lletra en el costat del punt central del cràter que està més proper a De La Rue.
| De La Rue | Coordenades                          | Diàmetre |
| --------- | ------------------------------------ | -------- |
| D         | 56° 48′ N, 46° 12′ E / 56.8°N,46.2°E | 17 km    |
| E         | 56° 48′ N, 49° 42′ E / 56.8°N,49.7°E | 32 km    |
| J         | 59° 00′ N, 52° 48′ E / 59.0°N,52.8°E | 14 km    |
| P         | 60° 30′ N, 61° 24′ E / 60.5°N,61.4°E | 10 km    |
| Q         | 61° 30′ N, 60° 30′ E / 61.5°N,60.5°E | 10 km    |
| R         | 62° 06′ N, 61° 06′ E / 62.1°N,61.1°E | 9 km     |
| S         | 62° 54′ N, 61° 36′ E / 62.9°N,61.6°E | 12 km    |
| W         | 55° 42′ N, 46° 54′ E / 55.7°N,46.9°E | 18 km    |